# Cneu Otávio (cônsul em 87 a.C.)
Cneu Otávio (português brasileiro) ou Cneu Octávio (português europeu) (m. 87 a.C.; em latim: Cneus Octavius) foi um político da gente Otávia da República Romana eleito cônsul em 87 a.C. com Lúcio Cornélio Cina. Otávio morreu durante seu mandato, durante o caos que seguiu à conquista de Roma por Cina e Caio Mário. Era filho de Cneu Otávio, cônsul em 128 a.C., e sobrinho de Marco Otávio, um dos principais adversários das reformas de Tibério Graco em 133 a.C.. Era também primo em terceiro grau de Caio Otávio, o pai do futuro imperador romano Augusto. Lúcio Otávio, cônsul em 75 a.C., era seu filho e Cneu Otávio, cônsul em 76 a.C., seu sobrinho.

## Carreira
Apesar de ter fracassado em algum momento de sua carreira numa eleição para edil, por volta de 90 a.C., Otávio foi eleito pretor e, no ano seguinte, recebeu o comando propretorial de alguma província oriental In 88 a.C., estava de volta em Roma e foi nomeado cônsul seguinte, sob a condição de jurar, junto com seu colega, o senador popular Lúcio Cornélio Cina, que iria manter as alterações instituídas pelo cônsul Sula e nem iria tentar retirar-lhe o comando da Primeira Guerra Mitridática. Extremamente religioso, Otávio manteve sua promessa.
Otávio não era, originalmente, um aliado de Sula; ele não gostou nada de sua marcha sobre Roma e nem de sua vingança pessoal contra Caio Mário que resultou em seu exílio. Porém, ele era um optimate no Senado Romano e não confiava no programa popular de Cina. Estas diferenças políticas garantiram que os dois cônsules começassem a discutir logo no início de 87 a.C. sobre as políticas governamentais, especialmente por conta da determinação de Cina em conceder a cidadania romana a todos os povos da Itália romana e de espalhar os novos cidadãos e libertos entre todas as tribos romanas. Ele também propôs chamar de volta a Roma Mário e seus aliados. Esta nova inclusão eleitoral foi duramente criticada por Otávio, que, eloquente e energeticamente, discursava contra ela no Senado.

## Guerra contra Cina
O assunto chegou a um limite quando os tribunos da plebe que apoiavam Otávio vetaram uma lei na Assembleia do povo. Cina e seus aliados começaram a usar a violência para intimidar estes mesmos tribunos para que retirassem seu veto, resultando numa revolta aberta no Fórum Romano. Otávio rapidamente juntou um grupo armado de optimates e atacou Cina, que foi obrigado a fugir da cidade. Durante o confronto, os aliados de Otávio assassinaram abertamente um grande número de aliados recém-incorporados, abusando da prerrogativa de Otávio de, como cônsul, poder justificar os assassinatos.
Otávio então retirou, ilegalmente, de Cina o seu consulado e sua cidadania e fez eleger em seu lugar Lúcio Cornélio Mérula. Ao saber que Cina havia conseguido o apoio do exército de Ápio Cláudio Pulcro, em Nola, Otávio e o Senado começaram a preparar Roma para suportar um cerco, enquanto, em paralelo, eram enviados apelos aos vários promagistrados nas colônias para que viessem apoiar o Senado. Pompeu Estrabão relutava, inicialmente, em ajudar Otávio, mas acabou levando suas tropas para perto de Roma, acampando perto da Porta Colina.
Quando Cina e Mário começaram seu cerco de Roma, Otávio tentou separar os dois ao oferecer a todos os aliados itálicos que estavam apoiando Cina a cidadania se eles se rendessem até o final do ano. Estrabão, enquanto isso, jogando um jogo-duplo tanto com Otávio quanto com Cina, tentou convencer Otávio a tentar negociações com este. Um ataque das forças marianas tomou o Janículo, mas foram repelidas por Otávio e Estrabão, apesar de Otávio ter sofrido grandes perdas. Suas perdas e a morte repentina de Estrabão logo depois baixaram demasiadamente o moral de suas tropas. Otávio perdeu mais de 6 000 homens nesta batalha (Estrabão fala em 11 000, ambos os generais retratados como lutando num combate contra uma praga que voava em torno de seu exército.

## Morte
Embora Otávio tenta tentado resistir ao golpe de Cina, ele foi incapaz de evitar que o Senado chegasse a um acordo com Cina, que entrou em Roma já como novo cônsul. Embora Cina tenha feito uma vaga promessa de que Otávio não correria perigo, este foi convencido por um grupo de colegas a abandonar o fórum e para se estabelecer no Janículo com uma minúscula de força de proteção. Ele se recusou a escapar quando Caio Márcio Censorino e uma pequena força de cavalaria atacou o Janículo, capturando-o. Otávio foi então decapitado por Censorino, que levou sua cabeça até Cina, que pregou-a, com muitas outras, na Rostra, no Fórum Romano.
Acredita-se que Otávio tenha defendido princípios muito fortes em sua política e era conhecido por sua honestidade. Plutarco, que o discute em seus capítulos sobre as vidas de Mário e Sula, descreve Otávio como sendo "de boa reputação". Infelizmente, ele era também lento para agira, o que contribuiu para seu fracasso final contra Cina.